# كشف تدريجي
الكشف التدريجي هو تقنية تفاعل إنساني حاسوبي ترمي إلى تركيز انتباه المستخدم عن طريق تخفيف تراكم المواد غير الضرورية وتسهيل التعرف على الأدوات المناسبة. الكشف التريجي يزيد من قابلية الاستفادة بتقديم أقل عدد من المعطيات التي يتوجب معالجتها يدويا.